# هاردبویلد

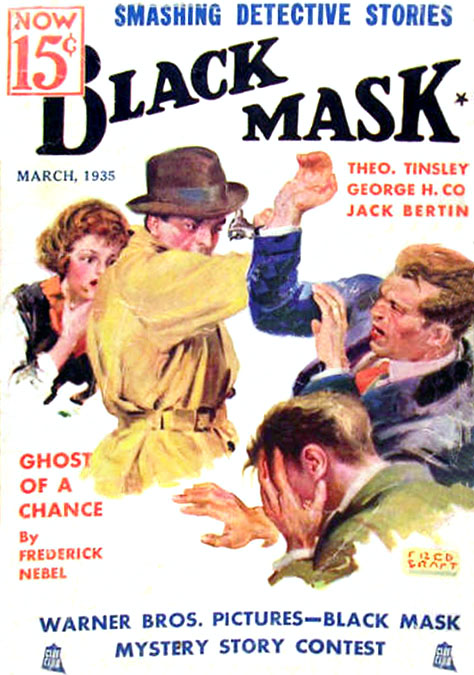
جلد مجله بلک ماسک، مارس 1935.

هاردبویلد یا هارد-بویلد (انگلیسی: Hardboiled) گونه‌ای ادبی است که در برخی ویژگی‌ها با داستان جنایی (به‌ویژه داستان کارآگاهی و داستان نوآر) اشتراک دارد. قهرمان تیپیکال این گونه، کارآگاهی است که شاهد جرایم سازمان‌یافته‌ای که در دوران ممنوعیت الکل در ایالات متحده آمریکا (۱۹۳۳–۱۹۲۰) و پس از آن به‌وجود آمد، است و با نظام قضایی که خود به اندازه مجرمان سازمان‌یافته، فاسد است، دست‌وپنجه نرم می‌کند. با توجه به این موقعیت که در اثر چرخه خشونت پیدا می‌شود، کارآگاه‌های گونه هاردبویلد اغلب ضدقهرمان هستند. برخی از کارآگاه‌های مشهور این گونه عبارتند از فیلیپ مارلو، مایک همر و سم اسپید.